# Mũi Guardafui
Mũi Guardafui (chữ Somali: Gees Gardafuul, Raas Caseyr hoặc Ras Asir, chữ Ả Rập: راس عسير, chữ Ý: Capo Guardafui) là một mũi đất nằm ở bang Bari, Somalia - quốc gia Đông Bắc Phi. Mũi Guardafui nằm gần kề vịnh Aden, vùng nước nằm giữa mũi Hafun hoặc mũi Guardafui với đảo Socotra (Yemen) là eo biển Guardafui. Mũi đất này nằm ở 51°27'52" kinh đông, là đỉnh định lí của Sừng châu Phi. Do mũi Hafun ở gần đó nhô ra xa hơn về phía đông so với mũi Guardafui về phương diện địa lí, cho nên mũi Guardafui là điểm cực đông thứ hai của châu Phi.
Eo biển Guardafui nối liền vịnh Aden với biển Somalia, do đó có thể quan sát được thuyền tàu băng qua eo biển thông qua kính viễn vọng ở trên mũi đất.

## Lịch sử
Đầu thế kỉ I, mũi Guardafui và các thị trấn mậu dịch khác ở khu vực ven sát bờ biển phía bắc Somalia đã được ghi chép trong Hàng hải kí Biển Erythraea (en).
Guardafui bắt nguồn từ sự miêu tả về mũi đất này của các thuỷ thủ vào cuối thời kì Trung Cổ: Guarda fui trong tiếng Ý cổ nghĩa là chú ý và trốn thoát, đã miêu tả tính nguy hiểm của mũi Guardafui chĩa vào eo biển.
Đầu thế kỉ XIX, các thuỷ thủ Somalia không cho phép tàu nước ngoài đi vào bến cảng sát gần mũi Guardafui, đồng thời dùng tàu của mình tiến về Aden và Mukalla của Yemen nhằm tiến hành mậu dịch. Lúc đó bờ biển phía đông bắc của Somalia chủ yếu do Sultan quốc Majeerteen và Sultan quốc Hobyo (en) kiểm soát và quản lí.
Do eo biển Guardafui thường hay phát sinh tai nạn trên biển, Chính phủ Anh Quốc kí kết thoả thuận với Osman Mohamoud - sultan của Sultan quốc Majeerteen, trong thoả thuận phía Anh sẽ giao nộp một khoản tiền trợ cấp mỗi năm, để bảo vệ thuyền viên Anh sống sót trong các vụ tai nạn trên biển sát gần mũi Guardafui, đồng thời ngăn chặn thuyền viên Anh bị cướp bóc. Tuy nhiên, hai bên cuối cùng không đạt được thoả thuận.
Năm 1894, Anh Quốc chính thức xác nhận chủ quyền của Ý về mũi Guardafui. Ngay sau đó, người Ý bắt đầu tiến hành nghiên cứu tường tận ở mũi Guardafui vào năm 1899, và lại nêu ra kế hoạch xây dựng tháp hải đăng ở mũi Guardafui vào năm 1904.
Mặc dù như vậy, nhưng toà tháp hải đăng đầu tiên của mũi Guardafui mới thực sự xây dựng vào tháng 4 năm 1924. Tháp hải đăng này đã sử dụng khung kim loại, cũng chỉ có các thiết bị đơn giản và tiện dụng. Cuối năm 1925, Somalia đã bùng phát hoạt động phản kháng quy mô lớn chống lại sự thống trị của Ý. Quân đội Ý đã ngăn chặn dân chúng của hoạt động phản kháng phá huỷ tháp hải đăng vào tháng 11 năm 1925 và tháng 1 năm 1926. Dù vậy, tháp hải đăng vẫn bị hư hại nhất định. Do đó phía Ý quyết định xây dựng một toà tháp hải đăng kiên cố hơn. Năm 1930, tháp hải đăng xây bằng đá đời mới, mang phong cách kiến trúc phát xít đã xây xong và đưa vào sử dụng cùng với một trạm vô tuyến điện. Tháp hải đăng này lấy tên của Francesco Crispi mà đặt tên.